# Eeuwige kerst
Eeuwige kerst is een nummer van Anny Schilder, Het Goede Doel en Kinderen voor Kinderen en De Stem des Volks. Het nummer werd in november 1984 op vinylsingle uitgebracht.

## Achtergrond
Verantwoordelijk voor het kerstlied waren Henk Temming en Henk Westbroek van Het Goede Doel. Dat Het Goede Doel erbij betrokken was, is direct te horen door onder meer de slepende gitaar van Sander van Herk. 
In Nederland werd de plaat in de winter van 1984-1985 door dj Frits Spits en producer-invaller Tom Blomberg veel gedraaid in het populaire radioprogramma De Avondspits op Hilversum 3 en werd een radiohit in de destijds drie landelijke hitlijsten op de nationale publieke popzender. De plaat bereikte de 5e positie in de Nationale Hitparade, de 12e positie in de Nederlandse Top 40 en de 13e positie in de TROS Top 50. In de Europese hitlijst op Hilversum 3, de TROS Europarade, werd géén notering behaald.
In België (Vlaanderen) werd géén notering behaald in beide Vlaamse hitlijsten.   
De plaat verscheen alleen als 7”-vinylsingle. De titel Eeuwige kerst spreekt vanzelf; de zangers willen vrede voor altijd. Kerst staat voor vrede, terwijl dat voor een heleboel volkeren dat niet vanzelfsprekend is of geldt. De B-kant bestond uit Hoogtepunten uit Losprijs 1 mei 1984.
De single is een klein unicum. Het Goede Doel schreef eerder (najaar 1982) als het duo "Henk en Henk" met Sinterklaas, wie kent hem niet ook een sinterklaaslied dat in Nederland de destijds drie landelijke hitlijsten op de nationale publieke popzender Hilversum 3 haalde. Kinderen voor Kinderen deed hetzelfde; hun nieuwe sinterklaaslied was getiteld Ik ben toch zeker Sinterklaas niet met Edwin Rutten; ook een hit, en eveneens geschreven door Henk Temming en Henk Westbroek.
Eeuwige kerst wordt gezien als de Nederlandse Band Aid-plaat, maar was in principe bedoeld voor de VARA-speelgoedactie voor Kerst 1984. De single komt niét voor op de website gewijd aan Kinderen voor Kinderen.

## Hitnoteringen

### Nederlandse Top 40
| "Eeuwige kerst" in de Nederlandse Top 40 binnen: week 50/1984 | "Eeuwige kerst" in de Nederlandse Top 40 binnen: week 50/1984 | "Eeuwige kerst" in de Nederlandse Top 40 binnen: week 50/1984 | "Eeuwige kerst" in de Nederlandse Top 40 binnen: week 50/1984 | "Eeuwige kerst" in de Nederlandse Top 40 binnen: week 50/1984 | "Eeuwige kerst" in de Nederlandse Top 40 binnen: week 50/1984 | "Eeuwige kerst" in de Nederlandse Top 40 binnen: week 50/1984 |
| Week                                                          | 1                                                             | 2                                                             | 3                                                             | 4                                                             | 5                                                             |                                                               |
| ------------------------------------------------------------- | ------------------------------------------------------------- | ------------------------------------------------------------- | ------------------------------------------------------------- | ------------------------------------------------------------- | ------------------------------------------------------------- | ------------------------------------------------------------- |
| Nummer                                                        | 35                                                            | 22                                                            | 12                                                            | 13                                                            | 26                                                            | uit                                                           |

### Nationale Hitparade
| "Eeuwige kerst" in de Nationale Hitparade binnen: 22-12-1984 | "Eeuwige kerst" in de Nationale Hitparade binnen: 22-12-1984 | "Eeuwige kerst" in de Nationale Hitparade binnen: 22-12-1984 | "Eeuwige kerst" in de Nationale Hitparade binnen: 22-12-1984 | "Eeuwige kerst" in de Nationale Hitparade binnen: 22-12-1984 | "Eeuwige kerst" in de Nationale Hitparade binnen: 22-12-1984 |
| Week                                                         | 1                                                            | 2                                                            | 3                                                            | 4                                                            |                                                              |
| ------------------------------------------------------------ | ------------------------------------------------------------ | ------------------------------------------------------------ | ------------------------------------------------------------ | ------------------------------------------------------------ | ------------------------------------------------------------ |
| Nummer                                                       | 9                                                            | 6                                                            | 5                                                            | 31                                                           | uit                                                          |

### TROS Top 50
Hitnotering: 13-12-1984 t/m 10-01-1985. Hoogste notering: #13 (1 week).